# Hakea kippistiana
Hakea kippistiana (лат.) — кустарник или небольшое дерево, вид рода Хакея (Hakea) семейства Протейные (Proteaceae), эндемик Западной Австралии. Густое колючее растение с острыми игольчатыми листьями и ароматными белыми, кремовыми или розовыми цветами, цветущими с ноября по февраль.

## Ботаническое описание
Hakea kippistiana — лигнотуберозный древесный кустарник или небольшое дерево с раскидистыми ветвями высотой от 1 до 5 м. Ветви покрыты белыми и рыжеватыми сплюснутыми волосками, но быстро становятся гладкими, за исключением основания листьев. Тёмно-зелёные игольчатые листья имеют длину от 2,5 до 7,5 см и ширину от 1 до 1,5 мм, заканчиваясь крючком на вершине. Цветение происходит с ноября по февраль. Цветы — сильно ароматные, белые, кремовые или розовые и расположены группами от 8 до 26. Группы на оси длиной 3–6,5 мм и покрыты ржавого цвета волосками. Ость имеет густые спутанные волосы или более или менее выпуклые короткие шелковисто-рыжие волосы, иногда белые. Цветоножки имеют длину 2,5–3 мм и слабо покрыты в основном белыми плоскими мягкими шелковистыми волосками. Околоцветник имеет длину 2,5–3 мм, а пестик — 7—7,5 мм. Плоды в яйцеобразной формы от серого до чёрного цвета длиной от 19 до 23 мм и ширину от 7 до 13 мм с широким длинным клювом и короткими скрюченными рогами. Семена от светло-коричневого до серо-жёлтого цвета имеют одно крыло с одной стороны.

## Таксономия
Вид Hakea kippistiana был описан швейцарским ботаником Карлом Мейсснером в 1855 году в New Proteaceae of Australia как часть работы Уильяма Джексона Гукера Hooker's Journal of Botany and Kew Garden Miscellany. Вид назван в честь английского ботаника Ричарда Кипписта, который был библиотекарем Лондонского Линнеевского общества и интересовался австралийскими растениями,

## Распространение и местообитание
H. kippistiana эндемичен для рассеянных областей в округах Уитбелт и Голдфилдс-Эсперанс Западной Австралии, где растёт на красных песчаных почвах вокруг латерита.